# Залінійне
Заліні́йне — село в Україні, у Берестинському районі Харківської області. Населення становить 683 осіб. До 2020 орган місцевого самоврядування — Малоорчицька сільська рада.
Після ліквідації Зачепилівського району 19 липня 2020 року село увійшло до Красноградського (Берестинського) району.

## Географія
Село Залінійне знаходиться в місці впадання річки Орчик (лівий берег) у річку Оріль (правий берег), примикає до села Малий Орчик, русла обох річок звивисті і сильно заболочені, навколо кілька заболочених озер, на відстані 1 км знаходиться залізнична станція Платформа 108 км.

## Археологія
Поселення бронзової доби розташоване на піщаній дюні правого берега річки Оріль у 1,5 км на південний схід від села, площею близько 1,5 га.

## Історія
- 1775 — дата заснування.В 1990 р. збудована Введенська церква з двома церковно-приходськими школами. Священиком був Платон Петрович Костенко, псаломщ. Сергій Миколаєвич Горностаєв, церковним старостою Митрофан Космин Субачев.

## Населення
Згідно з переписом УРСР 1989 року чисельність наявного населення села становила 785 осіб, з яких 337 чоловіків та 448 жінок.
За переписом населення України 2001 року в селі мешкало 678 осіб.

### Мова
Розподіл населення за рідною мовою за даними перепису 2001 року:
| Мова       | Відсоток |
| ---------- | -------- |
| російська  | 74,67 %  |
| українська | 24,89 %  |
| білоруська | 0,15 %   |
| інші       | 0,29 %   |

## Економіка
- Молочно-товарна ферма.
- «Агроленд», ТОВ.
- ПСП «Світанок».
- Агролісгосп «Ямпільський».

## Об'єкти соціальної сфери
- Школа.
- Клуб.
- Фельдшерсько-акушерський пункт.
- Спортивний майданчик.

## Пам'ятки
- Гідрологічний заказник місцевого значення «Орільський». Наявність дрібних водойм з водно-болотною рослинністю створює сприятливі умови для формування поверхневого і підземного водостоків і позитивно впливає на гідрологічний режим річки Оріль.
- Федорівська фортеця Української лінії. Розташована на правому березі р. Берестова. Перша назва Дриєцька (Нова), в 1738 р перейменована. Фортеця споруджувалася за типовим для Української лінії проектом, земляна, прямокутна в плані, четирьохбастіонна. Висота фортечного валу не перевищувала 3 м. До теперішнього часу збереглися невеликі ділянки вала висотою близько 2 м і неглибокі рови. Федорівська фортеця з'єднувалася валом і ровом з десятою на лінії Білівською та дванадцятою — Козловською фортецями.

## Відомі вихідці
Житецький Іродіон Олексійович /н. 08. 04 1851 р., с. Залінійне Полтав. губ., тепер Зачепилівського р-ну Харків. обл. — п. після 1912, Петербург/ — укр. педагог, громад. діяч. Навч. у Полтав. духовн. уч-щі, потім — семінарії. Закін. Київ. ун-т по істфаку (1875); учителював у Глухів. учит. ін-ті, звідки міністр освіти Росії граф Д. Толстой перевів Ж. за Урал, але той не поїхав і вступив на мед. ф-т; у листопаді 1879 за уч. у студ. заколотах заслано до Вятської, а згодом до Астрахан. губерній (тепер РФ); 1885 дозволено служити урядовцем на залізниці, 1908 пішов на відпочинок; є друковані праці, це етнографічні твори: «Астраханские калмыки» (1892), «Очерк быта астраханских казаков» (1893) та ін.